# 吴超梅
吴超梅（1989年8月11日—），江苏盐城人，中国女子自行车運動員。

## 簡歷
2000年，吴超梅进入盐城市盐都区体校，起初训练短跑、标枪等项目；至2003年，她被市体校自行车队教練孟祥国發掘，改為練習自行车運動；到2006年进入江苏省自行车队，2008年进入国家自行车队。
2009年，吴超梅参加亞洲單車錦標賽，获得團體追逐賽和個人追逐賽2枚金牌。
2010年11月，吴超梅代表中國參加亞運會自行車比賽，在女子个人追逐赛決賽中，以3分46秒281的成绩贏得一枚铜牌 。